# 赵庄镇 (萧县)
赵庄镇，是中华人民共和国安徽省宿州市萧县下辖的一个乡镇级行政单位。

## 行政区划
赵庄镇下辖以下地区：
赵庄村、建华村、九店村、桃元村、孙大庙村、三座楼村、王汉集村、张老庄村、汪屯村、吴集村、前韦村、吴蒋庄村、大孙庄村、张朴楼村和赵庄苗圃生活区。